# (191282) Feustel
(191282) Feustel est un astéroïde de la ceinture principale.

## Description
(191282) Feustel est un astéroïde de la ceinture principale. Il fut découvert le 22 mars 2003 à l'observatoire Kleť par le projet KLENOT. Il présente une orbite caractérisée par un demi-grand axe de 2,47 UA, une excentricité de 0,15 et une inclinaison de 2,6° par rapport à l'écliptique.

## Compléments